# Губанов, Леонид Иванович
Леони́д Ива́нович Губа́нов (2 августа 1928, Рыбацкое, Ленинградская область — 24 февраля 2004, Москва) — советский и российский актёр театра и кино, театральный режиссёр, мастер художественного слова (чтец). Народный артист СССР (1989).

## Биография
Леонид Губанов родился 2 августа 1928 года в селе Рыбацкое Ленинградской области (ныне — муниципальный округ «Рыбацкое» в составе Невского района Санкт-Петербурга).
В 1936—1941 годах учился в начальной школе в Ленинграде.
В годы Великой Отечественной войны (1941—1945) пережил первый год блокады Ленинграда (1941—1942), награждён знаком «Жителю блокадного Ленинграда». В 1942—1944 годах находился в эвакуации в селе Губцево Кашинского района Калининской области, в это же время учился в Савцинской школе-семилетке. В 1944—1949 годах учился в Ленинградском техникуме железнодорожного транспорта имени Ф. Э. Дзержинского по специальности «Искусственные сооружения». В 1949—1950 годах работал техником-мостовиком Ленинградского отделения «Союзтранспроект».
В 1950—1954 годах учился в Школе-студии имени В. И. Немировича-Данченко при МХАТ СССР имени М. Горького (курс С. К. Блинникова и Г. А. Герасимова).
С сентября 1954 года — актёр Московского Художественного академического театра СССР имени Максима Горького (МХАТ СССР имени М. Горького). После раздела театра в 1987 году служил во МХАТе имени Максима Горького под руководством Татьяны Васильевны Дорониной. Сыграл более 60 ролей.
Был сорежиссёром Т. В. Дорониной при возобновлении спектакля «Три сестры» по одноимённой пьесе А. П. Чехова (1987).
Был постоянным членом художественного совета МХАТ имени М. Горького.
Много работал на радио, выступал с чтением русской классики в радиоспектаклях.
Скончался 24 февраля 2004 года в Москве на 76-м году жизни. Похоронен на Троекуровском кладбище.

## Творчество

### Роли в театре

#### Московский Художественный академический театр имени Максима Горького
- 1954 — «Лермонтов» Б. А. Лавренёва — Лисаневич
- 1955 — «Пиквикский клуб» по Ч. Диккенсу — Боб Сойер
- 1955 — «Двенадцатая ночь» У. Шекспира — Антонио
- 1956 — «Кремлёвские куранты» Н. Ф. Погодина — Роман
- 1957 — «Мария Стюарт» Ф. Шиллера — Мортимер
- 1957 — «Золотая карета» Л. М. Леонова, постановка В. Я. Станицына — Тимоша
- 1958 — «Вишнёвый сад» А. П. Чехова — Петя Трофимов
- 1958 — «Дядя Ваня» А. П. Чехова — Михаил Львович Астров
- 1958 — «Дмитрий Стоянов» |Б. И. Левантовской — Андрей Уральшин
- 1959 — «Третья патетическая» Н. Ф. Погодина — Дятлов
- 1959 — «Битва в пути» по роману Г. Е. Николаевой — Николай Александрович Чубасов
- 1960 — «Точка опоры» С. И. Алёшина — Андрей Шипов
- 1961 — «Хозяин» И. В. Соболева — Булатов
- 1963 — «Друзья и годы» Л. Г. Зорина — Вадим Лялин
- 1963 — «Бронепоезд 14-69» Вс. В. Иванова — Никита Вершинин
- 1964 — «Три сестры» А. П. Чехова — Николай Львович Тузенбах
- 1964 — «Три долгих дня» Г. Б. Беленького — Андрей Ермолаев
- 1965 — «Шестое июля» М. Ф. Шатрова — Ф. Э. Дзержинский
- 1965 — «Дон Кихот ведёт бой» В. Н. Коростылёва — Седой
- 1966 — «На дне» М. Горького — Сатин
- 1967 — «Ночная исповедь» А. Н. Арбузова — Глебов
- 1967 — «Тяжкое обвинение» Л. Р. Шейнина — Логинов
- 1967 — «Без вины виноватые» А. Н. Островского — Дудукин
- 1968 — «Враги» М. Горького — Яков Бардин
- 1968 — «Три сестры» А. П. Чехова — Александр Игнатьевич Вершинин
- 1968 — «Чайка» А. П. Чехова, постановка Б. Н. Ливанова — Борис Алексеевич Тригорин
- 1958 — «Дядя Ваня» А. П. Чехова — Александр Владимирович Серебряков
- 1970 — «О женщине» Э. С. Радзинского — Кирилл
- 1971 — «Потусторонние встречи» Л. В. Гинзбурга — Сергеев
- 1973 — «На всякого мудреца довольно простоты» А. Н. Островского — Иван Иванович Городулин
- 1975 — «Заседание парткома» А. И. Гельмана, постановка О. Н. Ефремова — Роман Кириллович Любаев
- 1976 — «Дачники» М. Горького — Басов
- 1977 — «Обратная связь» А. И. Гельмана, постановка О. Н. Ефремова — Рачадов
- 1979 — «Мы, нижеподписавшиеся» А. И. Гельмана, постановка О. Н. Ефремова — Геннадий Михайлович Семёнов
- 1981 — «Иванов» А. П. Чехова, постановка О. Ефремова — Лебедев
- 1982 — «Мария Стюарт» Ф. Шиллера — граф Лестер
- 1988 — «Прощание с Матёрой» по повести В. Г. Распутина — дед Егор
- 1989 — «Провинциальная история» Л. Росеба — Мурман
- 1990 — «Макбет» У. Шекспира — Дункан
- 1991 — «Милый лжец» Дж. Килти — Джордж Бернард Шоу
- 1993 — «Лес» А. Н. Островского — Евгений Аполлонович Милонов

### Фильмография
- 1955 — Княжна Мери — Грушницкий
- 1956 — Долгий путь — Дмитрий Орестович
- 1956 — Убийство на улице Данте — сын мадам Купо
- 1961 — Казаки — Дмитрий Андреевич Оленин
- 1962 — Седьмой спутник — комиссар
- 1964 — Три сестры — Андрей Сергеевич Прозоров
- 1965 — Шестое июля — Ф. Дзержинский"
- 1966 — Долгая счастливая жизнь — Трофимов в эпизоде из спектакля «Вишнёвый сад»
- 1966 — Неизвестная... — роль
- 1966 — Тени старого замка — Рене Руммо
- 1969 — На пороге (фильм-спектакль) — А. П. Бородин, композитор
- 1971 — Десятая симфония (фильм-спектакль)
- 1972 — Враги (фильм-спектакль) — Яков Бардин
- 1973 — Таланты и поклонники — Иван Семёнович Великатов
- 1974 — Чайка (фильм-спектакль) — Борис Алексеевич Тригорин
- 1976 — Сибирь (6-я серия «Нет, не будем бояться бури») — второй жандармский полковник
- 1977 — Заседание парткома (фильм-спектакль) — Роман Кириллович Любаев
- 1977 — Рождённая революцией (9-я и 10-я серия «Последняя встреча») — Григорий Кузьмич Смирнов
- 1979 — Дачники (фильм-спектакль) — Сергей Васильевич Басов
- 1980 — Этот фантастический мир. Выпуск 4 (новелла «Свидетельствую») — второй свидетель
- 1981 — Этот фантастический мир. Выпуск 6 (новелла «Уровень шума») — Кейз
- 1984 — Три сестры (фильм-спектакль) — Александр Игнатьевич Вершинин
- 1988 — Радости земные — директор НИИ
- 1988 — Брошь — Уильям Фолкнер[6]

## Звания и награды
- Заслуженный артист РСФСР (30.01.1963).
- Народный артист РСФСР (03.04.1969)[7].
- Народный артист СССР (30.10.1989).
- Орден «Знак Почёта» (1971).
- Орден Почёта (23.10.1998) — за многолетнюю плодотворную деятельность в области театрального искусства и в связи со 100-летием Московского Художественного академического театра[8].
- Орден Дружбы (24.10.2003) — за многолетнюю плодотворную деятельность в области культуры и искусства[9].
- Медаль «В память 850-летия Москвы».
- Знак «Жителю блокадного Ленинграда».